# Gralla
Gralla ist eine Marktgemeinde im Süden der Steiermark mit 2883 Einwohnern (Stand 1. Jänner 2024) nahe der Stadt Leibnitz (Gerichtsbezirk bzw. Bezirk Leibnitz).

## Geografie

### Geografische Lage
Gralla liegt im Bezirk Leibnitz an Mur und Pyhrn Autobahn A 9 im österreichischen Bundesland Steiermark. Im nordöstlichen Teil Altgrallas wird die Mur durch ein Flusskraftwerk aufgestaut. Der daraus resultierende Stausee ist ein beliebter Ort für zahlreiche Zugvögel. Von zwei Aussichtshütten kann man neben den saisonalen Zugvögeln auch ganzjährig Schwäne, Stockenten, Blässhühner und ähnliche heimische Vogelarten beobachten.

### Gemeindegliederung
Gralla besteht aus den zwei Katastralgemeinden Obergralla und Untergralla. Einzige Ortschaft ist Gralla. Ortsteile sind Ober- und Untergralla sowie Alt- und Straßengralla. Obergralla ist unter den Gralligern auch als Neugralla bekannt.
| Katastralgemeinden                           | Ortschaften in der Gemeinde                                           |
| -------------------------------------------- | --------------------------------------------------------------------- |
| Obergralla (8,08 km²) Untergralla (4,06 km²) | Gralla Altgralla (D) Obergralla (D) Straßengralla (D) Untergralla (D) |
| Legende                                      |                                                                       |

| In der Spalte Katastralgemeinden sind sämtliche Katastralgemeinden einer Gemeinde angeführt. In der Klammer ist die jeweilige Fläche in km² angegeben. |
| In der Spalte Ortschaften sind sämtliche von der Statistik Austria erfassten Siedlungen, die auch eine eigene Ortschaftskennziffer aufweisen, angeführt. In der Hierarchieebene derselben Spalte, rechts eingerückt, werden nur Ansiedlungen, die mindestens aus mehreren Häusern bestehen, dargestellt. Die wichtigsten der verwendeten Abkürzungen sind: - M = Hauptort der Gemeinde - Stt = Stadtteil - R = Rotte - W = Weiler - D = Dorf - ZH = Zerstreute Häuser - Sdlg = Siedlung - Hgr = Häusergruppe - E = Einzelgehöft (nur wenn sie eine eigene Ortschaftskennziffer haben) Die komplette Liste der Statistik Austria ist in: Topographische Siedlungskennzeichnung nach STAT Zu beachten ist, dass manche Orte unterschiedliche Schreibweisen haben können. So können sich Katastralgemeinden anders schreiben als gleichnamige Ortschaften bzw. Gemeinden. Quelle: Statistik Austria – |

### Nachbargemeinden
| Lebring-Sankt Margarethen |                                             | Ragnitz    |
| Tillmitsch                | Kompassrose, die auf Nachbargemeinden zeigt |            |
| Leibnitz                  | Wagna                                       | Gabersdorf |

## Geschichte
Die Ortsgemeinde als autonome Körperschaft entstand 1850.
Nach dem Anschluss Österreichs 1938 an das Deutsche Reich kam die Gemeinde zum Reichsgau Steiermark. 1945 bis 1955 war sie Teil der britischen Besatzungszone in Österreich. Früher führte in Altgralla eine Holzbrücke über die Mur, die jedoch während des Abzuges der britischen Soldaten gesprengt wurde, und durch eine Brücke aus Beton ersetzt wurde.
Mit Wirkung vom 1. Oktober 2015 wurde der Gemeinde Gralla das Recht zur Führung der Bezeichnung „Marktgemeinde“ verliehen.

### Bevölkerungsentwicklung
Die sehr starke Zunahme der Einwohnerzahl beruht auf Zuwanderung. Zwar ist seit 1981 auch die Geburtenbilanz positiv, die Wanderungsbilanz trägt seit 1991 ein Vielfaches der Geburtenbilanz zur Bevölkerungszunahme bei.

## Kultur und Sehenswürdigkeiten
| Der Ort ist Wohn-, Handels- und Agrargemeinde. Gralla ist eine der größten Handelsgemeinden in der Südsteiermark und besitzt ein großes Einkaufszentrum, das sich an der Autobahnabfahrt befindet. In Gralla sind 815 Erwerbstätige beschäftigt, drei Prozent in der Landwirtschaft, elf Prozent in der Produktion und 86 Prozent im Dienstleistungssektor. Der Handel beschäftigt darin mehr als die Hälfte aller Arbeitnehmer (Stand 2011). An der Mur befindet sich ein Flusskraftwerk. Das Laufkraftwerk Gralla wurde 2017 nach mehr als 40 Betriebsjahren modernisiert und liefert mit mehr als 70.000 MWh den Strom für rund 19.999 Haushalte. | Hier fehlt eine Grafik, die leider im Moment aus technischen Gründen nicht angezeigt werden kann. Wir arbeiten daran! |

## Politik

### Bürgermeister
Mit 15. Mai 2024 legte Hubert Isker (SPÖ) nach rund 30 Jahren im Gemeinderat, davon über 15 Jahre als Bürgermeister und zuvor 10 Jahre als Vizebürgermeister seine Funktionen zurück. Die Neuwahl stand am 27. Mai 2024 auf der Tagesordnung des Gemeinderats. Die bisher als Vizebürgermeisterin amtierende Tanja Fauland-Gratz (SPÖ) wurde zur Bürgermeisterin gewählt. Sie wurde damit die erste Frau an der Spitze der Marktgemeinde Gralla. In einem weiteren Wahlgang wurde Horst Brunner (SPÖ) zum neuen Vizebürgermeister gewählt.

### Gemeindevorstand
Der Gemeindevorstand der Marktgemeinde Gralla besteht aus drei Mitgliedern, nämlich dem Bürgermeister bzw. der Bürgermeisterin, dem Vizebürgermeister bzw. der Vizebürgermeisterin und dem Gemeindekassier bzw. der Gemeindekassierin. Der Gemeindevorstand tagt mindestens einmal monatlich in nicht öffentlichen Sitzungen. Seit 27. Mai 2024 besteht der Vorstand aus der Bürgermeisterin Tanja Fauland-Gratz (SPÖ), dem Vizebürgermeister Horst Brunner (SPÖ) und dem Gemeindekassier Edmund Willinger (SPÖ).

### Gemeinderat
Der Gemeinderat umfasst 15 Mitglieder. Nach dem Ergebnis der Gemeinderatswahl 2020 setzt sich dieser wie folgt zusammen:
- 13 Mandate SPÖ
- 02 Mandate ÖVP

| Partei          | 2020    | 2020  | 2020    | 2015  | 2015  | 2015  | 2010             | 2010             | 2010             | 2005  | 2005  | 2005  | 2000  | 2000  | 2000  |
| Partei          | Stimmen | %     | Mandate | St.   | %     | M.    | St.              | %                | M.               | St.   | %     | M.    | St.   | %     | M.    |
| --------------- | ------- | ----- | ------- | ----- | ----- | ----- | ---------------- | ---------------- | ---------------- | ----- | ----- | ----- | ----- | ----- | ----- |
| SPÖ             | 1113    | 81    | 13      | 1212  | 82    | 13    | 1166             | 87               | 13               | 804   | 70    | 11    | 647   | 64    | 10    |
| ÖVP             | 0209    | 15    | 02      | 0197  | 13    | 02    | 0181             | 13               | 02               | 251   | 22    | 03    | 274   | 27    | 04    |
| FPÖ             | 0055    | 04    | 0       | 0073  | 05    | 0     | nicht kandidiert | nicht kandidiert | nicht kandidiert | 0094  | 08    | 01    | 0087  | 09    | 01    |
| Wahlberechtigte | 2.077   | 2.077 | 2.077   | 1.872 | 1.872 | 1.872 | 1.636            | 1.636            | 1.636            | 1.472 | 1.472 | 1.472 | 1.306 | 1.306 | 1.306 |
| Wahlbeteiligung | 66 %    | 66 %  | 66 %    | 80 %  | 80 %  | 80 %  | 84 %             | 84 %             | 84 %             | 79 %  | 79 %  | 79 %  | 78 %  | 78 %  | 78 %  |

### Wappen
Das Recht zur Führung des Gemeindewappens wurde der Gemeinde Gralla am 6. März 1972 von der Steiermärkischen Landesregierung verliehen.
Die Herstellung des Wappens erfolgte durch das Steiermärkische Landesarchiv nach dem Unterlagen der Klosterbibliothek in Leibnitz. Die vier Sterne symbolisieren die Ortsteile Ober-, Alt-, Unter- und Straßengralla. Der silberne Wellenbalken stellt die Mur dar, während das Grün für die Wälder in der Umgebung steht. Die Bischofsmütze erinnert an den Hl. Rupert.

## Persönlichkeiten
- Alois Reicht (1928–2022), Abgeordneter zum Nationalrat

## In den Medien
- Franz Fuchs (1949–2000), Bombenattentäter